# Merrie Melodies
A Merrie Melodies (szó szerinti jelentése: "Bolondos dallamok") amerikai rajzfilmsorozat, amelyet 1931-től 1969-ig vetítettek. A sorozat az amerikai animáció aranykora idején készült. A Merrie Melodies rövid, vicces rajzfilmek gyűjteménye. Éppúgy, mint a társműsorában, a Bolondos dallamokban (Looney Tunes), itt is feltűnt Tapsi Hapsi, Dodó kacsa, Cucu malac és Elmer Fudd. 1934 és 1943 között a Merrie Melodies rövidfilmeket onnan lehetett megkülönböztetni a Looney Tunes rövidfilmektől, hogy a Merrie Melodies rövidfilmek színesek voltak. Miután Tapsi Hapsi a Merrie Melodies sztárja lett és a negyvenes években a Looney Tunes rövidfilmek is színesek lettek, a két sorozatot már nem lehetett megkülönböztetni egymástól, és egyre véletlenszerűbb módon jelentek meg a rövidfilmek.
A sorozat 1931-től 1933-ig a Harman–Ising Pictures gondozásában jelent meg, 1933-tól 1944-ig a Leon Schlesinger Productions gyártotta. Leon Schlesinger 1944-ben eladta a stúdiót a Warner Bros.-nak, így ők vették át a gyártást. 1964-től 1967-ig a DePatie–Freleng Enterprises és a Format Productions készítette a sorozatot, az utolsó két évében pedig ismét a Warner Bros. gondozásában jelent meg.
Három rövidfilmet Oscar-díjra jelöltek, egy másik három pedig bekerült az Amerikai Kongresszus Könyvtárába (Library of Congress).
2013-ban a TV Guide a Warner Bros. rajzfilmjeit (Looney Tunes néven) a harmadik legjobb rajzfilmnek nevezte (60 közül). Továbbá egyike volt azon három filmsorozatnak, amelyek felkerültek a listára (a másik kettő a Rózsaszín párduc és a Tom és Jerry volt).